# Глушков, Борис Павлович
Борис Павлович Глушков (19 мая 1930, Челябинск, Уральская область — 1985) — советский хоккеист, защитник. Судья всесоюзной категории по хоккею, футбольный судья.

## Биография
Воспитанник «Дзержинца» Челябинск. Выступал за «Дзержинец» — «Авангард» в сезонах 1952/53 — 1955/56 чемпионата СССР. В сезоне 1958/59 играл за команду класса «Б» «Буревестник» Челябинск.
В футбол играл за команду КФК «Динамо» Челябинск (1951—1952, 1955), за команду класса «Б» «Авангард» Челябинск (1953—1954).
Судья всесоюзной категории по хоккею, футбольный судья.
Профессор ЧПИ.
Скончался в 1985 году.